# HD 92788
HD 92788は、ろくぶんぎ座の方角に約113光年の距離にあるG型主系列星である。太陽より質量、半径は若干大きい。金属量は太陽よりも多い。
| 太陽 | HD 92788  |
| ---- | --------- |
| 太陽 | Exoplanet |

## 惑星系
2000年、リック天文台とW・M・ケック天文台での視線速度法による観測で、太陽系外惑星HD 92788 bがHD 92788の周囲を公転しているのが発見された。HD 92788 bについては、質量が木星の28倍と、褐色矮星の下限質量より大きい推定もあり、真の惑星であるかどうか、更に詳しい研究が必要だと指摘されている。
| 名称 （恒星に近い順） | 質量             | 軌道長半径 （天文単位） | 公転周期 (日) | 軌道離心率    | 軌道傾斜角 | 半径 |
| --------------------- | ---------------- | ----------------------- | ------------- | ------------- | ---------- | ---- |
| b                     | > 3.67 ± 0.30 MJ | 0.965 ± 0.56            | 325.81 ± 0.26 | 0.334 ± 0.011 | —          | —    |